# 彼得·施密特
彼得·彼得罗维奇·施密特（羅馬化：Pyotr Petrovich Shmidt；1867年2月17日—1906年3月19日），俄罗斯帝国海军军官，1905年俄国革命期间塞瓦斯托波尔起义的领导人之一。在苏联时期，以“彼得·施密特中尉”命名了很多城市的街道、第一批坦克中的一辆、鱼雷艇等。